# 金通尹
金通尹（1891年—1964年11月15日），又名问洙，号率楼，浙江平湖人，中国土木工程教育家，曾任复旦大学土木工程系系主任兼教授，中国民主促进会中央委员会委员，第二、三届全国政协委员。

## 生平
清宣统二年（1910年），毕业于上海复旦公学。1912年，考入天津北洋大学，专攻土木工程学。1916年毕业。1917年，执教于安徽省合肥市第五中学。翌年，应复旦大学之聘，任数学教授。1921年，筹办复旦大学土木工程系（初称理工科），讲授数学和力学。